# Craig Richard Nelson
Pour les articles homonymes, voir Nelson.
Craig Richard Nelson, né le 17 septembre 1947 à Salt Lake City, en Utah, aux (États-Unis), et mort dans la même ville le 3 mars 2025 est un acteur américain.

## Biographie
Craig Nelson est né à Salt Lake City, dans l'Utah, et a grandi en tant que membre de l'Église de Jésus-Christ des Saints des Derniers Jours. Il a étudié le théâtre à l'Université de l'Utah et à la Tisch School of the Arts de l'Université de New York. Après avoir obtenu son diplôme, il a été choisi pour jouer dans la comédie musicale de Broadway, Two Gentlemen of Verona, récompensée par un Tony Award.
Un directeur de casting l'a vu dans cette série et l'a choisi pour le film The Paper Chase dans le rôle d'un étudiant en droit mesquin. Cela a conduit à une longue carrière au cinéma et à la télévision, y compris trois films de Robert Altman, Un mariage, 3 femmes et Quintet, ainsi qu'un rôle dans la comédie de passage à l'âge adulte My Bodyguard. Il a également eu un rôle récurrent en tant que professeur d'art dramatique, M. Spacek, dans la série télévisée des années 1980 Square Pegs.
Craig Nelson est décédé à Salt Lake City, dans l'Utah, le 3 mars 2025, à l'âge de 77 ans.

## Filmographie

### Cinéma
- 1973 : La Chasse aux diplômes (The Paper Chase) de James Bridges : Willis Bell
- 1977 : Trois Femmes (3 Women) de Robert Altman : Dr Maas
- 1977 : American Raspberry de Bradley R. Swirnoff : Bud Schuler
- 1978 : Un mariage (A Wedding) de Robert Altman : Capitaine Reedley Roots
- 1979 : Quintet de Robert Altman : Redstone
- 1980 : Un petit cercle d'amis (A Small Circle of Friends) de Rob Cohen : Harry Norris
- 1980 : Veux-tu être mon garde du corps ? (My Bodyguard) de Tony Bill : Griffith
- 1986 : Un sacré bordel ! (A Fine Mess) de Blake Edwards : le réalisateur
- 1987 : From the Hip de Bob Clark : le témoin
- 1988 : Friends  de Kjell-Åke Andersson : l'homme d'affaires
- 1989 : Chérie, j'ai rétréci les gosses (Honey, I Shrunk the Kids) de Joe Johnston : Professeur Frederickson
- 1991 : Le Menteur et le Tricheur (Another You) de Maurice Phillips : un serveur
- 1994 : Blown Away de Stephen Hopkins

### Télévision
- 1974-1975 : Friends and Lovers : Mason Woodruff (11 épisodes)
- 1976 : The Rookies : Vinton (1 épisode)
- 1976-1977 : Mary Hartman, Mary Hartman : Dr Osgood (5 épisodes)
- 1977 : Fernwood 2 Night : Dr Richard Osgood (4 épisodes)
- 1978 : The Carol Burnett Show : le psychiatre (1 épisode)
- 1978 : Barney Miller : Arnold Moraz (1 épisode)
- 1982 : Square Pegs : M. Spacek (3 épisodes)
- 1985 : Hail to the Chief : Dr Greene (1 épisode)
- 1985 : Terreur froide : Dr Collier
- 1985 : Santa Barbara : le médecin de Gina (2 épisodes)
- 1985 : The History of White People in America
- 1986 : Cagney et Lacey : Gordon (1 épisode)
- 1986 : Les Craquantes : Thurber (1 épisode)
- 1987 : Histoires fantastiques : Dick Castel (1 épisode)
- 1987 : Stingray : Al Smith (1 épisode)
- 1987 : The Tracey Ullman Show : le réalisateur (1 épisode)
- 1988 La Loi de Los Angeles : l'avocat Donald Kelly (1 épisode)
- 1988 : La Maison en folie : le serveur (1 épisode)
- 1989 : Dallas : Lee Miller (1 épisode)
- 1989 : Alien Nation : un avocat (1 épisode)
- 1990 : Docteur Doogie : Sean Licht (1 épisode)
- 1990 : Freddy, le cauchemar de vos nuits : Garrett Marx (1 épisode)
- 1990 : Dream On : Andre (1 épisode)
- 1990 : Le Père Dowling : Dr Dean Noxion (1 épisode)
- 1992 : Code Quantum : le réalisateur (1 épisode)
- 1994 : Diagnostic : Meurtre : Dr Thatcher (1 épisode)
- 1995 : L'Homme à la Rolls : Clayton Franklin (1 épisode)
- 1995 : Wings (1 épisode)
- 1995 : Arabesque : Felix Wesker et Rob Hazlitt (2 épisodes)
- 1996 : The Lazarus Man : le juge (1 épisode)
- 1996 : Charlie Gracie : Dr McCann (1 épisode)
- 1997 : Une maman formidable : Dr Springer (1 épisode)
- 1997 : Papa bricole : Björn (1 épisode)
- 1998 : Star Trek: Voyager : l’arbitre Vaskan (1 épisode)
- Les Rois de Las Vegas : Lewis Milestone (1 épisode)